# Ликпай, Чуан
Чуан Ликпай (тайск. ชวน หลีกภัย; 28 июля 1938, Транг, Таиланд) — таиландский политический и государственный деятель, премьер-министр Таиланда в сентябре 1992 — мае 1995 и ноябре 1997 — феврале 2001 года, и бывший председатель Палаты представителей.

## Биография

### Образование, карьера
Третий сын в семье учителя, у него 8 братьев и сестёр. Получил высшее образование в университете Тхаммасат в Бангкоке. После окончания университета работал адвокатом. С 1969 года избирался депутатом парламента. В 1980-е гг. начал принимать активное участие в политической жизни страны.

### Первое правительство Чуан Ликпая
После Событий кровавого мая 1992 года по результатам выборов «Демократическая партия» одержала победу. Чуан Ликпай, лидер демократов, стал новым премьер-министром Таиланда (сентябрь 1992 — май 1995).
Основными задачами в период премьерства Чуан Ликпая были:
- Восстановление лесов. В 1994 году по приказу короля был начал проект по восстановлению лесов. Тем не менее, проект был выполнен лишь на 40 %, генерального директора уличили в коррупции и уволили[5].
- Стабилизация экономической ситуации в центре Таиланда и в регионах.

### Второе правительство Чуан Ликпая

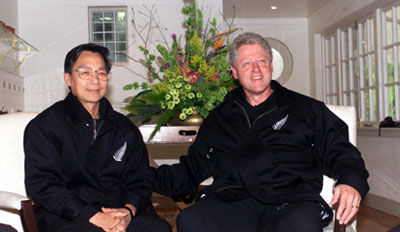
Чуан Ликпай и Билл Клинтон 13 сентября 1999 года

В ноябре 1997 года на выборах «Демократическая партия» снова одержала победу. С ноября 1997 года по февраль 2001 года во главе правительства находился Чуан Ликпай. Тем не менее, многие общественные и политические деятели считают второй премьерский срок Ликпая ещё более неудачным. Так, премьер-министра активно критиковала партия «Тай Рак Тай» за экономическую нестабильность в стране. В эти годы в Таиланде широко освещались коррупционные скандалы, в которых были замешаны члены правительства Чуан Ликпая. Ещё одним скандалом обернулся разгон митингующих против экономической политики нового правительства: Ликпая стали обвинять в нарушении прав и свобод граждан Таиланда. В разгар мирового экономического кризиса 1997 года в Таиланде премьер-министр Чуан Ликпай урезал бюджет страны, повысил налоги, остановил деятельность нескольких десятков финансовых компаний. В 2001 году на волне критики правительства Чуана Ликпая партия «Тай Рак Тай» победила на выборах. Новым премьер-министром стал Таксин Чиннават (2001—2006).

### Председатель Палаты представителей
25 мая 2019 года избран 258 голосами депутатов председателем Палаты представителей Национальной ассамблеи Таиланда. 20 марта 2023 года премьер-министр Прают Чан-Оча распустил Палату представителей за три дня до окончания её полномочий. Соответственно, Чуан Ликпай перестал занимать должность председателя Палаты.

## Личная жизнь
У Чуана есть сын, Суработ Ликпай от Пакдипорн Суджариткул, его гражданской жены. Родным языком политика является южно-тайский, но его владение центрально-тайским языком находится на уровне носителя языка. Также хорошо говорит по-английски.

## Известные фразы Чуан Ликпая
«Я ещё не получал никаких отчётов» (тайск. ผมยังไม่ได้รับรายงาน) — так Чуан Ликпай отвечал, когда репортёры задавали ему вопросы о каких-то важных событиях или серьёзных проблемах, которые необходимо срочно решить.
«Комитет ещё принимает решение (по этому вопросу)» (тайск. ทางคณะกำลังพิจารณาอยู่ครับ) — также одна из самых часто произносимых фраз бывшего премьер-министра. 